# Кравчуновська Марія Олександрівна
Марія Олександрівна Кравчуновська (рос. Мари́я Алекса́ндровна Кравчуно́вская; 28 вересня (10) жовтня 1898, Москва — 18 листопада 1978, Москва) — радянська актриса, заслужена артистка РРФСР (1960).

## Біографія
Народилася 10 жовтня 1898 року в Москві в родині медичного працівника. Батько служив лікарем на заводі «Парострой» в Москві, а мати була домогосподаркою. Рідний брат Павло в 1905 році був заарештований за революційну діяльність і висланий на вічне поселення до Сибіру, в місто Тюмень, де і помер в 1922 році.
Отримавши загальну середню освіту, з 1915 по 1918 рік працювала канцелярським працівником в Московській губернській земській управі. Одночасно займалася в студії Л. Н. Алексєєвої фізкультурою, а в 1918 році почала працювати викладачкою фізкультури в Пролеткульті, в семи районних драматичних студіях Москви.
Захопившись театром, в 1923 році закінчила драматичну студію імені Чехова і стала актрисою Центрального дитячого театру. У 1925 році була запрошена в МХАТ, де грала в спектаклях «Дванадцята ніч», «Годинникар і курка», «Митькина царство».
У 1936 році перейшла в Малий театр, де служила до 1942 року. Тут вона грала в спектаклях «Правда — добре, а щастя — краще», «Одруження Белугина», «Підступність і любов», «Безприданниця» і «Борис Годунов».
У 1938 році дебютувала на кіноекрані, зігравши тітку Шуру в фільмі Іллі Трауберга «Рік дев'ятнадцяте» і мати Емелі в кіноказці Олександра Роу «По щучому велінню».
Протягом півроку в 1942 році працювала на естраді, потім, з 1942 по 1943 рік, була актрисою Московського лялькового театру, з 1943 по 1944 рік озвучувала мультфільми на кіностудії «Союзмультфільм», а з 1944 по 1948 рік працювала суфлером у МХАТі.
У 1950 році прийшла в Театр імені Станіславського, де залишалася до 1963 року.
У 1958 році Леонід Гайдай запросив її на роль прибиральниці тітки Полі в дебютний фільм «Жених з того світу», а потім, в 1960 році, — на роль санітарки в свою драматичну картину «Тричі воскреслий». У 1965 році зіграла сторожиху Марію Іванівну, бабулю — божий одуванчик в комедії Леоніда Гайдая «Операція «И» та інші пригоди Шурика» і залишилася в пам'яті кіноглядачів саме в цьому образі.
В особистому житті була самотньою, шлюб з піаністом Марком Мейчіком виявився недовгим, дітей у неї не було. В середині 1960-х років актриса переїхала зі своєї квартири на вулиці Горького в Будинок ветеранів сцени.
Померла 18 листопада 1978 року в Москві. Похована на Хімкинськом кладовищі.

## Фільмографія
- 1938 — Рік дев'ятнадцятий — тітка Шура
- 1938 — По щучому велінню — мати Емелі
- 1939 — Ленін в 1918 році — епізод, (немає в титрах)
- 1956 — Карнавальна ніч — гостя, (немає в титрах)
- 1958 — Жених з того світу — прибиральниця тітка Поля
- 1960 — Цілком серйозно, кіноальманах (Фільм № 3: Іноземці) — бабуся Жори
- 1960 — Тричі воскреслий — санітарка, (немає в титрах)
- 1962 — Повінь — санітарка, (немає в титрах)
- 1962 — Сім няньок — бабуся Олени
- 1963 — Фитиль № 10: Людина людині (короткометражний) — тітка Даша
- 1965 — Операція «И» та інші пригоди Шурика — сторожиха Марія Іванівна, бабуся — божий одуванчик
- 1966 — Крила — сусідка Бистрякова
- 1967 — Фитиль № 60: Важкий випадок (короткометражний) — тітка Паша, прибиральниця
- 1968 — Урок літератури — член комісії